# James Young (musicista)
James Young (Chicago, 14 novembre 1949) è un chitarrista statunitense noto per la sua militanza nel gruppo Styx, di cui fa parte sin dalla fondazione.

## Biografia

### I primi anni
Young ha iniziato a suonare la tastiera e il pianoforte all'età di cinque anni. Frequentò la Calumet High a Chicago e in quegli anni imparò a suonare il clarinetto e la chitarra. È stato soprannominato dai membri Styx e dai fan di lunga data come "J.Y." ed è spesso indicato come "Il padrino degli Styx".
Nel 1970, Young si è unito alla band TW4, mentre era studente all'Illinois Institute of Technology, dove si è laureato in ingegneria meccanica e aerospaziale.
Dopo il primo scioglimento degli Styx nel 1984, Young pubblicò gli album da solista City Slicker (1985) Out on a Day Pass (1993) e Raised by Wolves (1995). Generalmente, Young ha scritto i pezzi più hard rock per la band.

## Discografia

### Solista
- 1985 - City Slicker
- 1993 - Out On a Day Pass
- 1995 - Raised by Wolves